# Chaperiopsis quadrispina
Chaperiopsis quadrispina is een mosdiertjessoort uit de familie van de Chaperiidae. De wetenschappelijke naam van de soort is voor het eerst geldig gepubliceerd in 1959 door Soule.